# Raorchestes hassanensis
Espèce
Synonymes
- Philautus montanus Rao, 1937 nec Taylor, 1920
- Philautus hassanensis Dutta, 1985

Raorchestes hassanensis est une espèce d'amphibiens de la famille des Rhacophoridae.

## Répartition
Cette espèce est endémique du Karnataka en Inde. Elle se rencontre dans les districts de Hassan et de Chikkaballapur dans les Ghats occidentaux.

## Description
Le mâle holotype mesure 37 mm et le mâle néotype 29,4 mm,.

## Étymologie
Son nom d'espèce, composé de hassan et du suffixe latin -ensis, « qui vit dans, qui habite », lui a été donné en référence au lieu de sa découverte, le district de Hassan.

## Publications originales
- Dutta, 1985 : Replacement names for two Indian species of Philautus (Anura: Rhacophoridae). Journal of the Bombay Natural History Society, vol. 82, p. 219–220.
- Rao, 1937 : On some new forms of Batrachia from south India. Proceedings of the Indian Academy of Sciences, sér. B, vol. 6, p. 387-427.